# Northern Spirit FC
Northern Spirit FC var en fotbollsklubb från Sydney i Australien. Klubben spelade tidigare i den numera nerlagda nationella australiska proffsligan National Soccer League (NSL) mellan 1998 och 2004. Efter att NSL hade lagts ner 2004 lades även klubben ner på grund av dålig ekonomi.